# Itame colata
Itame colata är en fjärilsart som beskrevs av Augustus Radcliffe Grote 1881. Itame colata ingår i släktet Itame och familjen mätare. Inga underarter finns listade i Catalogue of Life.